# Quenerés
Quenerés (em grego clássico: Cheneres) ou Cassequemui (em egípcio: Ḫꜥj-sḫm.wj; romaniz.: Khasekhemui) foi o quinto e último faraó da II dinastia egípcia. Pouco se sabe sobre ele, exceto que liderou várias campanhas militares significativas e construiu o forte de tijolos conhecido como Xunete Elzebibe.
Seu nome de Hórus Ḫꜥj-sḫm.wj pode ser interpretado como "Os Dois Poderosos Aparecem", mas o nome é registrado em muitas variantes, como Ḥr-Ḫꜥj-sḫm "Hórus, aquele cujo poder aparece", ḫꜥj sḫm.wj ḫtp nṯrwj jm=f "os dois poderes aparecem em que os ancestrais repousam dentro dele" (etc.).

## Data de reinado
Quenerés governou por cerca de 18 anos, com um floruit no início do século XXVII a.C.. A data exata de seu reinado na cronologia egípcia não é clara, mas cairia entre 2 690–2 670 a.C..
De acordo com o estudo de Toby Wilkinson da Pedra de Palermo no Royal Annals of Ancient Egypt (Anais Reais do Antigo Egito), este documento quase contemporâneo da V dinastia atribui a Quenerés um reinado de 17,5 ou quase 18 anos completos. Wilkinson sugere que um reinado de 18 "anos completos ou parciais" pode ser atribuído a Quenerés, uma vez que a Pedra de Palermo e seus fragmentos associados registram os anos 3-6 e os anos 12-18 deste rei e observa que seu último ano é registrado na seção preservada do documento. Desde a contagem de gado é mostrado ser regularmente bienal durante a segunda dinastia da Pedra de Palermo (o ano da 6ª, 7ª e 8ª contagem é preservado no documento mais anos inteiros após essas contagens, respectivamente), uma figura de c. 18 anos é provavelmente o correto para Quenerés. (ou c. 18 anos, 2 meses e 23 dias a partir do fragmento principal da Pedra de Palermo)

## Biografia

### Título
Quenerés é normalmente colocado como o sucessor de Peribessene, embora alguns egiptólogos acreditem que outro Faraó, Cassequém, governou entre eles. A maioria dos estudiosos, entretanto, acredita que Cassequém e Quenerés são, de fato, a mesma pessoa. Cassequém pode ter mudado seu nome para Cassequemui após reunir o Alto e o Baixo Egito após uma guerra civil entre os seguidores dos deuses Hórus e Seti. Outros acreditam que ele derrotou o rei reinante, Peribessene, após retornar ao Egito após reprimir uma revolta na Núbia. De qualquer forma, ele acabou com as lutas internas da segunda dinastia e reuniu o Egito.
Quenerés é o único na história egípcia por ter os símbolos de Hórus e Seti em seu sereque. Alguns egiptólogos acreditam que esta foi uma tentativa de unificar as duas facções; mas após sua morte, Seti foi retirado do sereque permanentemente. Ele foi o primeiro rei egípcio conhecido por ter construído estátuas de si mesmo.
Nimaatepe, a princesa do Norte e cônjuge de Quenerés, possui selos que revelam como "A Mãe Portadora do Rei". Aparentemente, ela foi mãe dos primeiros governantes da III dinastia, incluindo Joser.

### Forte
Quenerés provavelmente empreendeu projetos de construção consideráveis após a reunificação do Egito. Ele construiu em pedra em Elcabe, Hieracômpolis e Abidos. Ele aparentemente construiu uma tumba única, além de enorme, em Abidos, a última tumba real construída naquela necrópole (Tumba V). A tumba trapezoidal mede cerca de 70 m (230 ft) de comprimento e 17 m (55,8 ft) de largura em sua extremidade norte, e 10 m (32,8 ft) de largura em sua extremidade sul. Esta área foi dividida em 58 quartos. Antes de algumas descobertas recentes da I dinastia, a sua câmara mortuária central era considerada a estrutura de alvenaria mais antiga do mundo, sendo construída em pedra calcária extraída. Aqui, os escavadores descobriram o cetro de ouro e sarda do rei, bem como vários pequenos potes de pedra lindamente feitos com coberturas de folha de ouro, aparentemente perdidos pelos ladrões de tumbas anteriores. Na verdade, Petrie detalhou uma série de itens removidos durante as escavações de Amélineau. Outros itens incluíam ferramentas de sílex, bem como uma variedade de ferramentas e vasos de cobre, vasos de pedra e vasos de cerâmica cheios de grãos e frutas. Havia também pequenos objetos esmaltados, miçangas de cornalina, ferramentas de modelagem, cestaria e uma grande quantidade de sinetes.
Talvez mais impressionante, no entanto, seja a estrutura localizada no deserto a cerca de 1.000 metros da tumba. Chama-se Xunete Elzebibe (lit.  "Armazém de Tâmaras") e é uma enorme estrutura retangular de 123 x 64 m (404 x 210 ft). As paredes de tijolo do edifício e a fachada com dobradiças do palácio têm 5 m (16,4 ft) de espessura e 20 m (65,6 ft) de altura. Surpreendentemente, os fragmentos dessas paredes de tijolos sobreviveram por quase 5.000 anos. Alguns egiptólogos acreditam que o complexo de edifícios neste recinto pode ter uma função semelhante a um templo mortuário.
De fato, ele tem muito em comum com a pirâmide de degraus de Joser em Sacará. Ademais das paredes internas e o recanto dos parâmetros, um grande monte de arenito é coberto com tijolos de barro e tem um plano aproximadamente quadrado, que se encontra no interior do reservatório. A pirâmide passo localizado no invólucro está numa posição semelhante dentro do complexo Joser. Este monte pode ser uma pirâmide de degraus. Em qualquer caso, as estruturas de Quenerés são consideradas como uma etapa importante do desenvolvimento complexo da antiga funerária egípcia.
Uma inscrição em um vaso de pedra o registra “lutando contra o inimigo do norte dentro de Nequebe”. Isso significa que o Baixo Egito pode ter invadido e quase tomado a capital Nequém.

## Família
Quenerés e sua esposa, a rainha Nimaatape, eram os pais de Joser e de sua esposa, Hetefernebeti. Também é possível que os filhos de Quenerés fossem Tireis e Nequerofrés, os dois reis sucedendo Joser.

### Galeria

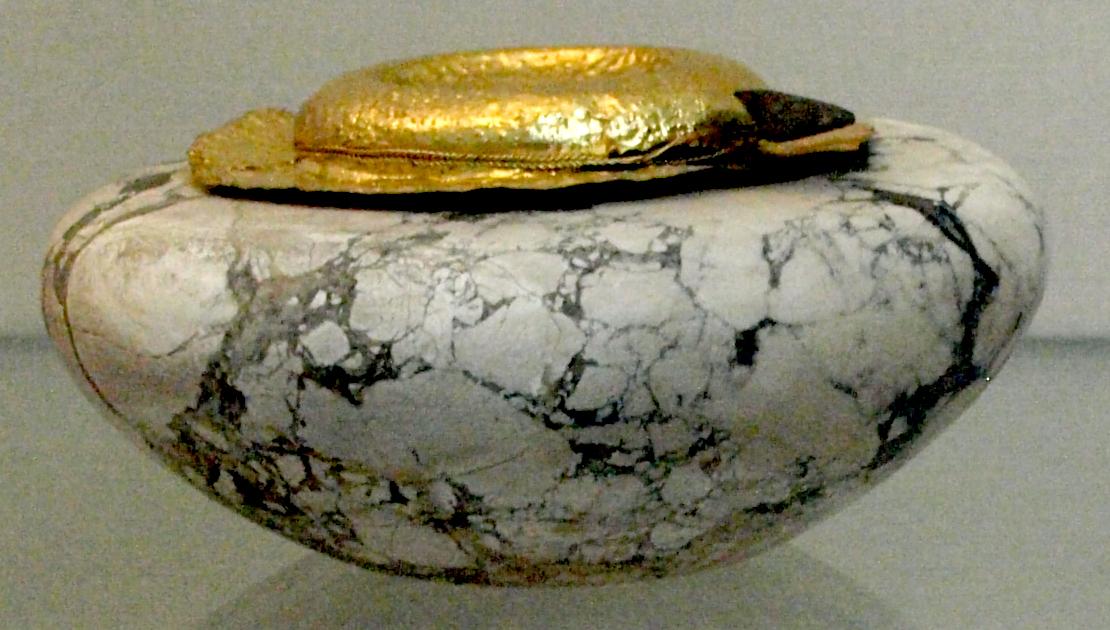
Vaso de pedra calcária com cobertura de ouro da tumba de Quenerés
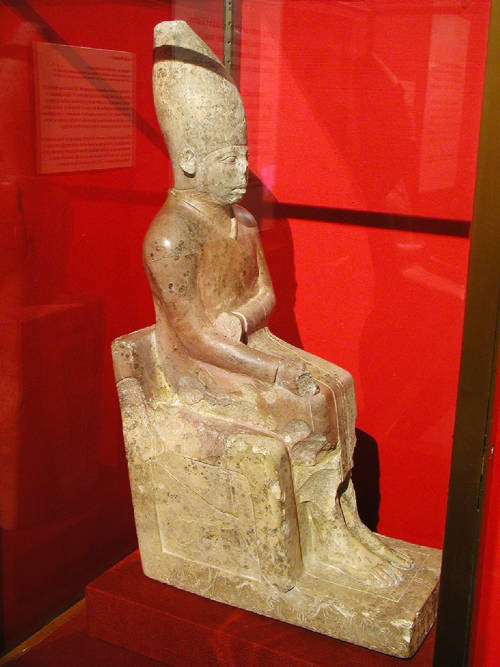
Estátua de Quenerés, Museu Ashmolean
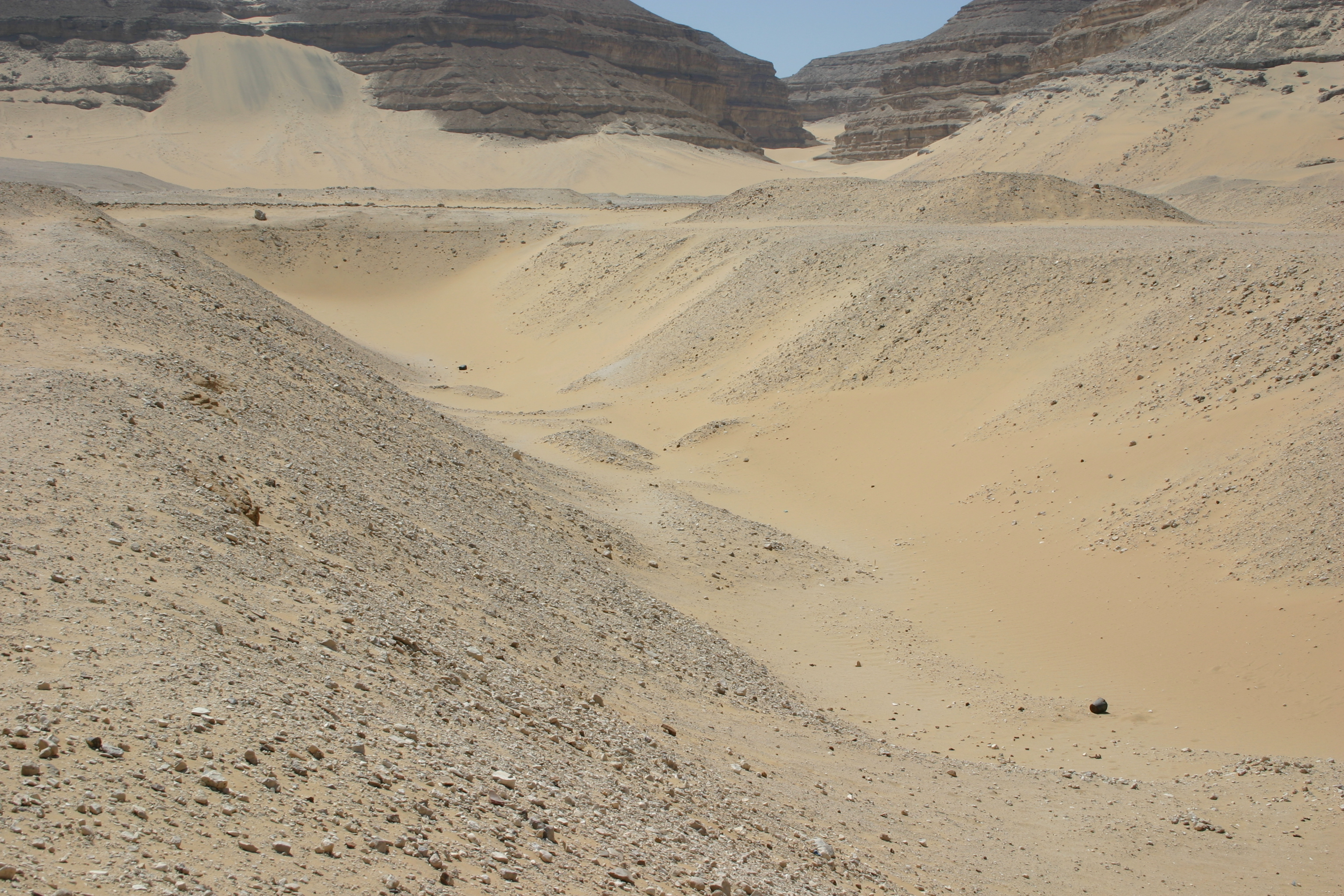
Os restos mortais da tumba de Quenerés em Umel Caabe
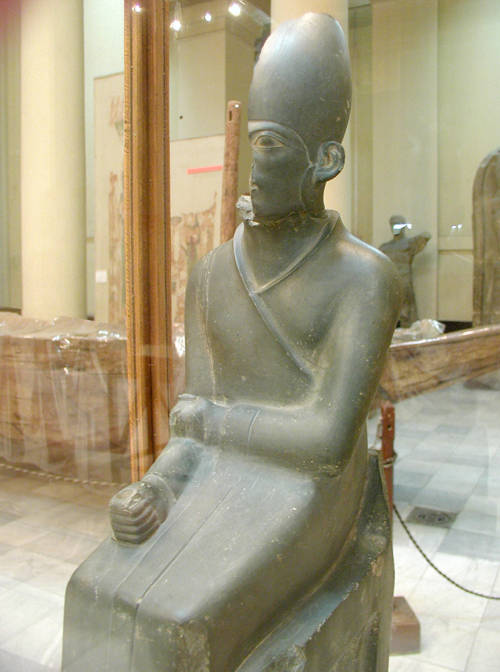
Estátua de Quenerés, Museu Egípcio, Cairo
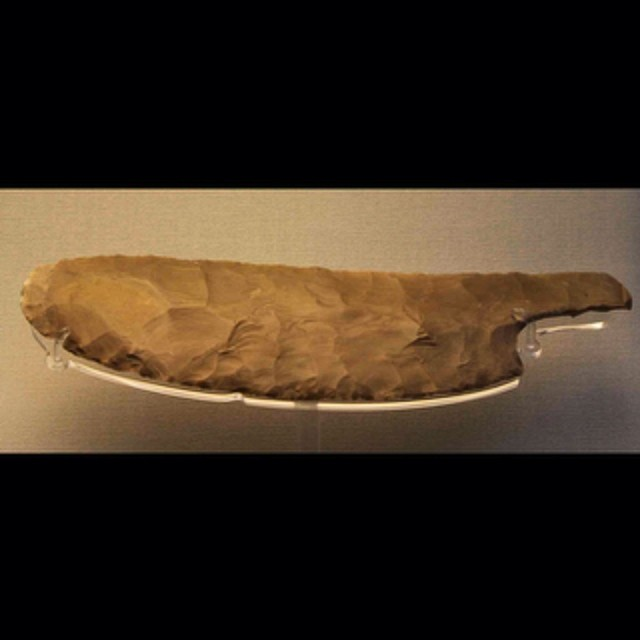
Faca de sílex. II dinastia, c. 2 700 a.C.. Do túmulo de Quenerés, Abidos. Dado pelo Fundo de Exploração do Egito, 1901. EA 68775 (Museu Britânico)
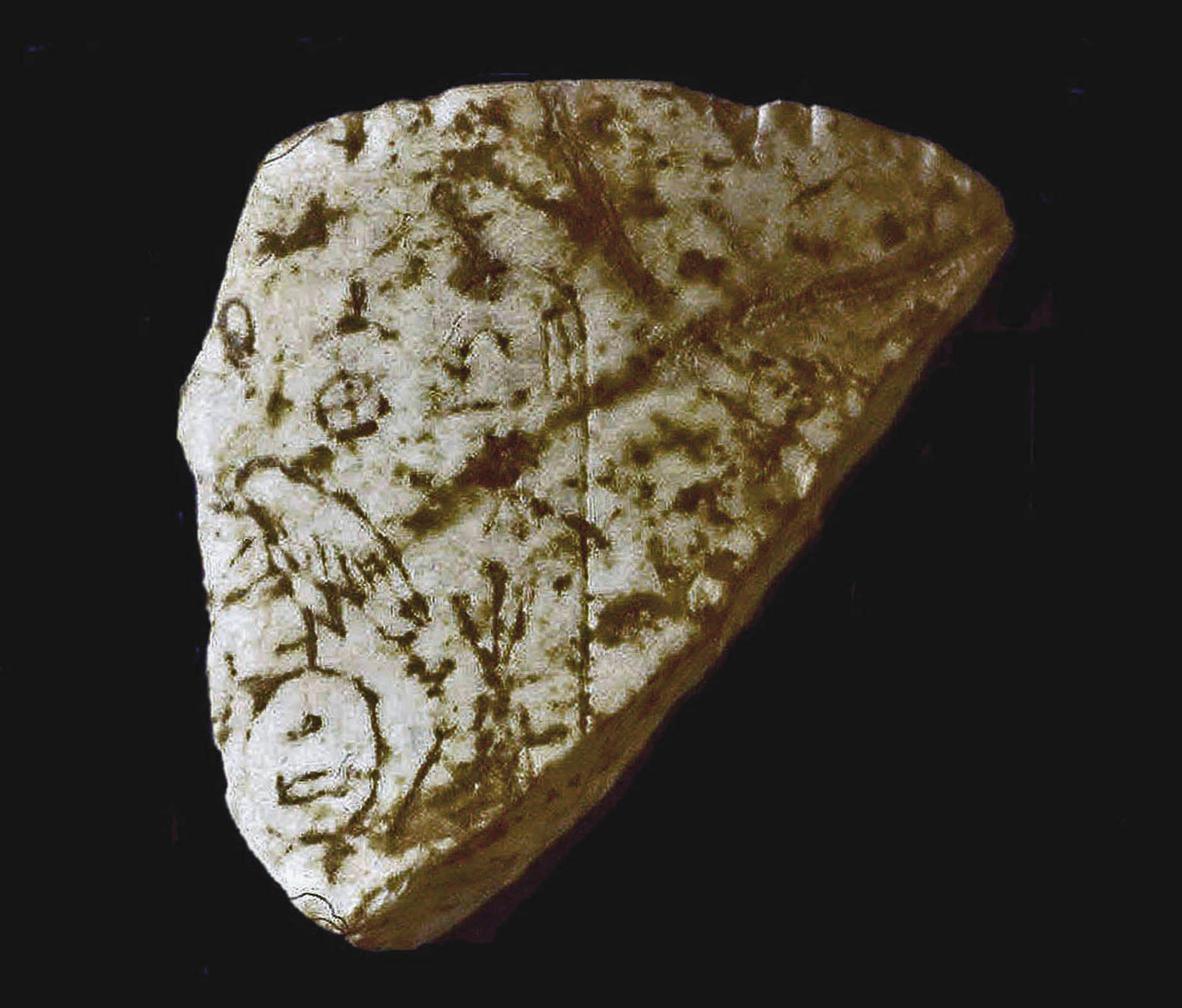
Fragmento de um vaso de alabastro de Quenerés, do templo de Hórus em Hieracômpolis e descoberto por Quibell em 1898, agora no Museu Ashmolean.
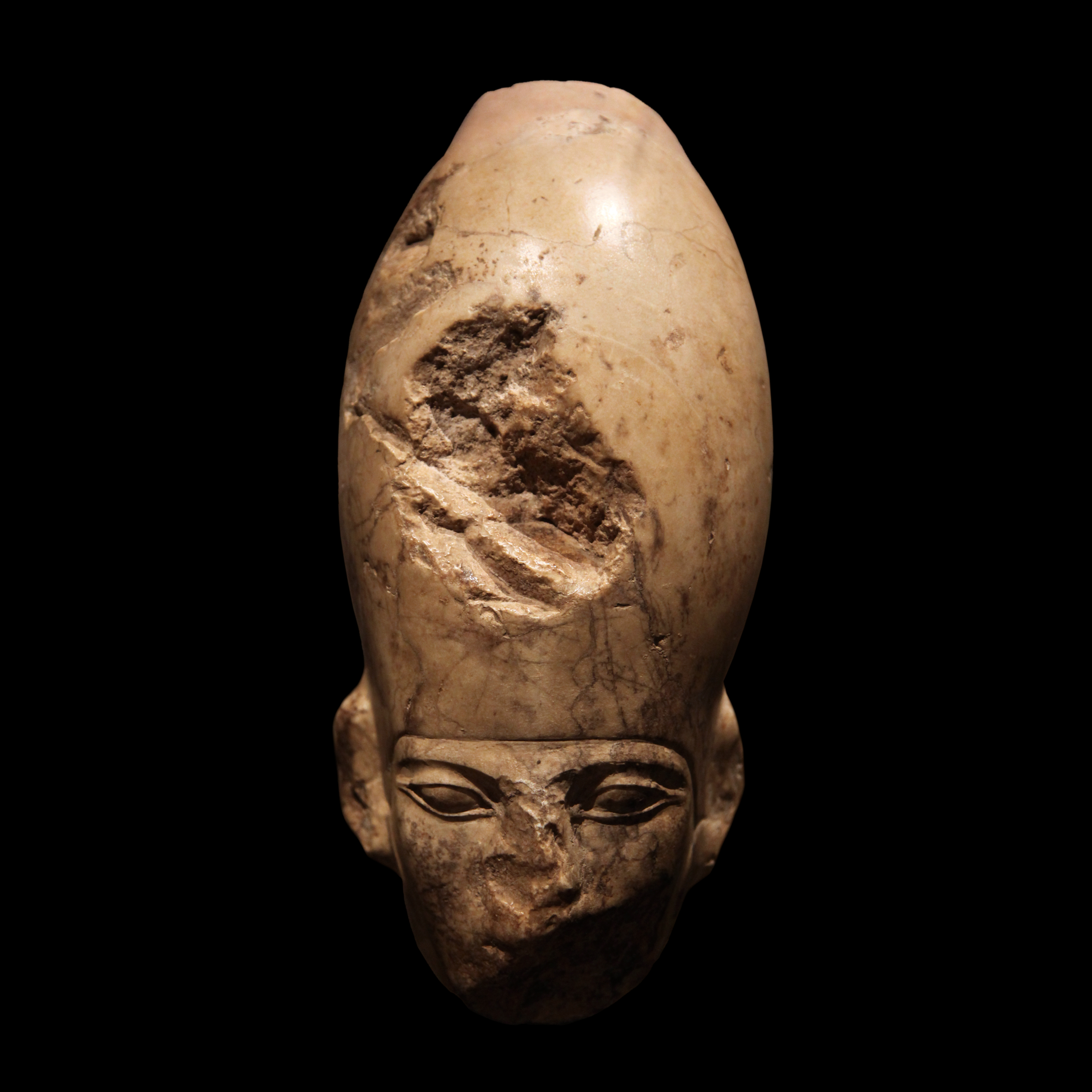
Cabeça da estátua de Quenerés